# Aiken County
Aiken County är ett administrativt område i delstaten South Carolina, USA. År 2010 hade countyt 160 099 invånare. Den administrativa huvudorten (county seat) är Aiken. 

## Geografi
Enligt United States Census Bureau så har countyt en total area på 2 797 km². 2 756 km² av den arean är land och 21 km² är vatten. 

### Angränsande countyn
- Saluda County, South Carolina - nord
- Lexington County, South Carolina - nordöst
- Orangeburg County, South Carolina - öst
- Barnwell County, South Carolina - syd
- Burke County, Georgia - sydväst
- Edgefield County, South Carolina - väst
- Richmond County, Georgia - väst